# Tracy Spiridakos
Tracy Spiridakos (Winnipeg, 20 febbraio 1988) è un'attrice canadese.
È conosciuta in particolare sia per il ruolo di Charlotte "Charlie" Matheson, nella serie  Revolution, sia per il ruolo del detective Hailey Upton, nella serie Chicago PD, entrambe trasmesse dalla rete televisiva NBC.

## Carriera
Tracy è nata a Winnipeg, Canada, da genitori greci, George e Anastasia Spiridakos, che dirigono un ristorante. 
Suo padre George è morto il 10 agosto 2013 a 62 anni. Ha due fratelli. La famiglia è tornata in Grecia, nel villaggio di Skala, vicino a Sparta, quando lei aveva quattro anni, per ritornare in Canada cinque anni dopo. Tracy si identifica molto con la cultura e le usanze greche.
Spiridakos ha impersonato diversi ruoli quando era alle superiori, per poi passare a studiare alla Actors Training Centre di Manitoba. Si è diplomata alla Oak Park High School a Winnipeg. Spiridakos si è poi trasferita a Vancouver nel 2007 per poter proseguire la carriera di attrice.
Ha continuato a lavorare in televisione con dei ruoli ricorrenti in diverse serie TV, come Bionic Woman, Supernatural, The L Word, Hellcats, Psych, Being Human, e Goblin .
Nel 2009 ha vinto il premio Teletoon canadese per aver impersonato il ruolo della quindicenne Becky Richards nella serie Majority Rules!. Il suo primo film importante è stato L'alba del pianeta delle scimmie nel 2011. Nel 2012, Spiridakos viene scelta dalla NBC per un ruolo principale nella serie Revolution come Charlie Matheson, incentrato sulla sopravvivenza umana dopo un'apocalisse tecnologica. Tracy ha girato l'episodio pilota ad Atlanta, per poi continuare le riprese a Wilmington, North Carolina.. Dal 2017 al 2024 prendeva parte alla serie Chicago P.D., nel ruolo del detective Hailey Upton. fino all'undicesima stagione dopodiché ha lasciato la serie.

## Filmografia

### Cinema
- Every Second Counts, regia di Sevan Matossian e Carey Peterson (2008)[10]
- The Secret Lives of Second Wives, regia di George Mendeluk (2008)
- Web of Desire, regia di Mark Cole (2009)
- Goblin, regia di Jeffrey Scott Lando (2010)
- The Boy She Met Online, regia di Curtis Crawford (2010)
- L'alba del pianeta delle scimmie, regia di Rupert Wwatt (2011)
- Rags, regia di Billie Woodruff (2012)
- Kill for Me - Legami di morte, regia di Michael Greenspan (2012)

### Televisione
- Supernatural – serie TV, episodio 3x05 (2007)
- Bionic Woman – serie TV, episodio 1x06 (2007)
- Aliens in America – serie TV, episodio 1x10 (2008)
- The L Word – serie TV, episodio 6x03 (2009)
- Majority Rules! – serie TV, 26 episodi (2009-2011)
- Psych – serie TV, episodio 5x06 (2010)
- Hellcats – serie TV, episodio 1x03 (2010)
- Tower Prep, serie TV, episodio 1x06 (2010)
- Soldiers of the Apocalypse – serie TV, episodi sconosciuti (2011)
- Mortal Kombat: Legacy – webserie, episodio 1x06 (2011)
- Being Human – serie TV, 4 episodi (2012)
- Revolution – serie TV, 42 episodi (2012-2014)
- Episodes – serie TV, episodio 3x06 (2014)
- Bates Motel – serie TV, episodi 3x01-3x03-3x04 (2015)
- MacGyver – serie TV, episodi 1x01-1x08-1x12 (2016-2017)
- Chicago P.D. – serie TV (2017-2024) Hailey Upton
- Chicago Fire – serie TV, 4 episodi (2018-2019)  Hailey Upton
- Chicago Med – serie TV, episodi 4x07-5x03-5x04 (2018-2019)  Hailey Upton
- FBI – serie TV,1 episodio 2x19 (2020)  Hailey Upton

## Doppiatrici italiane
- Francesca Manicone in Kill for Me - Legami di morte, Revolution, Being Human, MacGyver
- Chiara Gioncardi in Chicago P.D., Chicago Fire
- Eleonora Reti in Bates Motel
- Barbara De Bortoli in FBI